# Логографи (історики)
Логографи (грец. λογογράφοι, однина — λογογράφος, від грец. λόγος — слово, прозаїчний твір і грец. γράφω — пишу) — автори перших творів давньогрецької історичної прози у Стародавній Греції.
Перші логографи з'явились в Іонії в середині 5 століття до н. е. Розрізняють два покоління логографів:
- старші — 6 – перша половина 5 ст. до н. е. — Кадм Мілетський, Гекатей Мілетський, Харон, Скілак та ін.;
- молодші — друга половина 5 ст. до н. е. — Акусилай, Ксанф, Ферекід Леросський, Гелланік та ін.

Спираючись на міфи, логографи намагалися відновити легендарну історію грецьких полісів, «варварських» країн, генеалогію аристократичних родів. Це видно із фрагментів творів Гекатея, Харона, Ксанфа. Деякі твори логографів, базуються на особистих враженнях від подорожей, містять цінні етнографічні та географічні відомості (твори Гекатея, Скілака). Молодші логографи на основі міських хронік, списків посадових осіб намагалися встановити хронологічну послідовність подій ранньогрецької історії.
Найвідоміша «Аттіда» Гелланіка — літопис подій історії Афін і давніх грецьких полісів. Логографи вважали, що в основі епічної традиції лежать реальні події, і намагалися виявити їх, йдучи шляхом наївно-раціоналістичного пояснення міфів, видалення з них надприродного елемента.